# Kappelen
Kappelen é uma comuna francesa na região administrativa de Grande Leste, no departamento Alto Reno. Estende-se por uma área de 5,15 km². Em 2010 a comuna tinha 610 habitantes (densidade: 118,4 hab./km²).